# Кролл, Иоахим
Иоахи́м Ге́орг Кролл (нем. Joachim Georg Kroll; 17 апреля 1933, Гинденбург — 1 июля 1991, Райнбах) — немецкий серийный убийца и каннибал, известный как «Рурский охотник», «Рурский каннибал» и «Дуйсбургский людоед». В период с 1955 по 1976 годы он убил 8 человек. Кролл был приговорён к пожизненному лишению свободы и умер в тюрьме.

## Биография
Иоахим Кролл родился 17 апреля 1933 года в городе Гинденбург, (провинция Верхняя Силезия, Третий рейх; ныне Забже, Польша) в шахтерской семье. Был шестым из девяти детей. Семья жила довольно бедно и Иоахим с детства привык экономить на всём. В конце Второй мировой войны его отец был призван в Вермахт и вскоре попал в плен к союзникам. После окончания войны и возвращения отца семья перебралась в провинцию Северный Рейн-Вестфалия.

## Серия убийств
В январе 1955 года умерла мать Кролла, тот, будучи очень привязанным к женщине, сильно переживал её уход из жизни. 8 февраля 1955 года он совершил первое убийство. Жертвой стала 19-летняя Имгард Штелль, которую Кролл изнасиловал и зарезал в заброшенном строении в городе Людингхаузен. В 1956 году Кролл изнасиловал и убил на окраине города Ботроп 12-летнюю Эрику Шультер. Несколько лет после этого Иоахим Кролл не совершал преступлений, тем не менее снова начал убивать вскоре после смерти отца в 1959 году.
16 июня 1959 года на берегу Рейна в окрестностях городка Рейнсхаузен, Кролл убил отдыхающую там 24-летнюю Клару Тесмер. За это преступление был арестован и безвинно осуждён отдыхающий поблизости механик Генрих Отто, который вскоре после суда повесился в тюрьме. Тем не менее уже 26 июля 1959 года Кролл убил 16-летнюю Мануэллу Кнодт в Эссене. На этот раз преступник вырезал некоторые части тела жертвы, которые по собственному сделанному уже после ареста признанию употребил в пищу. После этого преступления Кролл снова перестал убивать. В 1960 году он переехал в город Дуйсбург, где устроился на работу уборщиком в концерн «Mannesmann AG» и поселился в квартире по адресу ул. Фризен, 24.
В 1962 году пресмупник вновь начал убивать. 23 апреля он расправился с 13-летней Петрой Гизе в городе Динслакен. За это преступление вновь был безвинно осужден Винсент Куэн. Он отбыл в тюрьме 3 года, после чего, однако, дело было пересмотрено, и Куэн был признан невиновным. 4 июня в пригороде Дуйсбурга — Вальсуме — Кролл убил 12-летнюю Монику Тафелль. За это преступление был арестован сосед семьи Тафелль — Вальтер Квипер, который, однако, вскоре был освобожден из-под стражи за недостатком улик. Тем не менее в октябре того же года он покончил с собой из-за испорченной репутации и постоянной социальной травли окружающих. 3 сентября 1962 года Кролл убил в городе Буршайд 12-летнюю Барбару Брудер. Её тело так и не было найдено, однако позже убийца признался, что расчленил и в течение нескольких месяцев употребил его в пищу. После убийства Брудер Кролл вновь на некоторое время перестал убивать.
22 августа 1965 года в пригороде Дуйсбурга — Гросенбауме — Иоахим Кролл напал на находящуюся в машине влюбленную пару 25-летних Германа Шмитца и Мариан Винн. Преступник смог зарезать Шмитца, однако Винн подняла крик и тот сбежал с места преступления. После неудачного двойного убийства Кролл испугался и не убивал более года. Тем не менее 13 сентября 1966 года Иоахим Кролл изнасиловал и убил в городском парке Марля 20-летнюю Урсулу Роллинг. Её парень Адольф Шикель, находившийся в тот же день вместе с девушкой и отлучившийся всего на несколько минут, был обвинен в её убийстве и вскоре покончил с собой. 22 декабря того же года Кролл изнасиловал и утопил в сточной канаве в городе Вупперталь 5-летнюю Илону Харке. После этого убийства Кролл вновь перестал убивать.
Следующее убийство Кролл совершил только 12 июля 1969 года, изнасиловав и задушив в городе Хюккесваген 61-летнюю Марию Хетген. Следующее убийство совершил 21 мая 1970 года, изнасиловав и задушив 13-летнюю Ютту Рахн. За это преступление к 6 годам лишения свободы был приговорен Петер Шей, сознавшийся под давлением следователей и родственников жертвы в преступлении. После этого преступления Кролл перестал убивать более чем на 5 лет. Предпоследнее убийство совершил 8 мая 1976 года в Фёрде, изнасиловав и задушив 10-летнюю Карину Топфер.

## Арест, суд и смерть
Именно долгие перерывы между совершением убийств, различные способы их совершения, а также обширная локализация помогали Иоахиму Кроллу более 20 лет избегать задержания. За этот период времени за его преступления были осуждены пять невиновных, из них трое покончили с собой, двое отбыли в заключении 3 и 6 лет соответственно. Арестован Кролл был совершенно случайно.
3 июля 1976 года он совершил свое последнее убийство, похитив 4-летнюю Марину Кеттер. После убийства девочки в своей квартире он расчленил тело и собирался употребить его в пищу. При этом в доме, где жил убийца, забился канализационный сток, куда Кролл выбрасывал останки своей жертвы. В то же самое время полицейские ходили по квартирам с целью поиска свидетелей похищения девочки. Сосед Кролла по фамилии Иваницкий заметил забившийся сток и пошёл к убийце уточнить, не знает ли он причину произошедшего, на что преступник ответил ему, что сток был забит «свиными кишками». Соседу ответ Кролла показался подозрительным, и он сообщил об этом полиции. Вскоре полицейские позвонили в квартиру убийцы и, когда тот открыл, задержали его. При осмотре жилища преступника были найдены множественные фрагменты человеческих тел, а в кастрюле на плите варилось человеческое мясо, которое, как позже установили эксперты, принадлежало ранее похищенной девочке.
Следствие длилось более 5 лет. На суде, длившемся более 5 месяцев, Кролл пытался выдать себя за сумасшедшего, рассказывая о том, что «не мог противиться своей тяге убивать», а человечину преступник якобы ел, чтобы «сэкономить на еде». В последнем слове попросил направить себя в психиатрическую больницу, однако обследующие его ранее психиатры пришли к выводу, что он может отвечать за свои действия. Всего Иоахим Кролл признался и рассказал обстоятельства совершения им 13 убийств и одного покушения на убийство. Тем не менее на суде удалось доказать виновность убийцы лишь в 8 убийствах и одном покушении на убийство, но этого всецело хватило, чтобы 8 апреля 1982 года приговорить его к пожизненному лишению свободы. Иоахим Кролл умер в тюрьме через 15 лет после своего ареста — 1 июля 1991 года от сердечного приступа.